# Vauxhall Viva
Vauxhall Viva är en personbil, tillverkad i tre generationer av den brittiska biltillverkaren Vauxhall mellan 1963 och 1979.

## Viva HA (1963-66)
Viva HA var Vauxhalls första småbil efter andra världskriget. Den var mycket lik den tyska koncernkollegan Opel Kadett, både vad gällde formgivning och teknik. Hjulupphängningarna var av enklaste slag, med den individuella framvagnen avfjädrad med en tvärliggande bladfjäder och den stela bakaxeln upphängd i längsgående bladfjädrar.
Viva HA exporterades bland annat till Nordamerika, där den såldes under märkesnamnet Envoy.
Bedford byggde en skåpbil kallad HA Van, baserad på Viva. Tack vare stora beställningar från bland andra brittiska posten tillverkades den fram till 1983.
Motor:
| Modell     | Motor              | Cylindervolym | Effekt | Bränslesystem   |
| ---------- | ------------------ | ------------- | ------ | --------------- |
| Viva HA    | 4-cyl radmotor ohv | 1057 cm³      | 44 hk  | Enkel förgasare |
| Viva HA 90 | 4-cyl radmotor ohv | 1057 cm³      | 54 hk  | Enkel förgasare |

## Viva HB (1966-70)
Viva HB var en till stora delar nykonstruerad och större bil. Den fanns även i fyrdörrars- och kombi-version. Hjulupphängningarna hade moderniserats med skruvfjädrar runt om och motorn hade blivit större. Under 1967 såldes en sportigare Brabham-version med bland annat dubbla förgasare. Namnet kom från Formel 1-världsmästaren Jack Brabham. Året därpå ersattes den av versionerna 1600 och GT med motorer från Victor-modellen.
Även HB-modellen såldes i Nordamerika under Envoy-namnet. Den byggdes dessutom av Holden i Australien som Holden Torana.
Motor:
| Modell       | Motor               | Cylindervolym | Effekt | Bränslesystem    |
| ------------ | ------------------- | ------------- | ------ | ---------------- |
| Viva HB      | 4-cyl radmotor ohv  | 1159 cm³      | 49 hk  | Enkel förgasare  |
| Viva HB 90   | 4-cyl radmotor ohv  | 1159 cm³      | 59 hk  | Enkel förgasare  |
| Viva Brabham | 4-cyl radmotor ohv  | 1159 cm³      | 69 hk  | Dubbla förgasare |
| Viva 1600    | 4-cyl radmotor SOHC | 1599 cm³      | 72 hk  | Enkel förgasare  |
| Viva GT      | 4-cyl radmotor SOHC | 1975 cm³      | 104 hk | Dubbla förgasare |

## Viva/Magnum HC (1970-79)
Hösten 1970 kom Viva HC, med ny kaross. Mekaniken var dock densamma som hos företrädaren. Ett år senare förstorades basmotorn till 1,3 liter och våren 1972 infördes 1,8-litersmotorn från Victor FE. Viva-modellen ersattes hösten 1979 av den framhjulsdrivna Vauxhall Astra.
Hösten 1973 bytte modellerna med Victor-motor namn till Vauxhall Magnum. Magnum såldes även med coupé-kaross från Firenza-modellen. 1976 byggdes 197 exemplar av sportkombin Magnum Sportshatch, med fronten från Firenza ”Droopsnoot”. Magnum-modellen ersattes hösten 1978 av Vauxhall Cavalier.
Motor:
| Modell      | Motor               | Cylindervolym | Effekt | Bränslesystem   |
| ----------- | ------------------- | ------------- | ------ | --------------- |
| Viva HC     | 4-cyl radmotor ohv  | 1159 cm³      | 49 hk  | Enkel förgasare |
| Viva HC 90  | 4-cyl radmotor ohv  | 1159 cm³      | 59 hk  | Enkel förgasare |
| Viva 1600   | 4-cyl radmotor SOHC | 1599 cm³      | 72 hk  | Enkel förgasare |
| Viva HC     | 4-cyl radmotor ohv  | 1256 cm³      | 54 hk  | Enkel förgasare |
| Magnum 1800 | 4-cyl radmotor SOHC | 1759 cm³      | 78 hk  | Enkel förgasare |
| Magnum 2300 | 4-cyl radmotor SOHC | 2279 cm³      | 111 hk | Enkel förgasare |